# Beizeichen
Beizeichen (Bruch, franz. Brisure) sind Zeichen in den Wappen, welche zur Unterscheidung abgeteilter Linien oder zur Kennzeichnung jüngerer Geburt oder unehelicher Abkunft (Letzteres nur bei westlichen Nationen) dienen können.

## Grundlagen
In Westeuropa wurden Beizeichen häufiger verwendet als in Mitteleuropa.
In England und Frankreich unterscheiden sich die Wappen in den Familien durch die Brisuren. Es sind der Turnierkragen, Schrägfäden oder Borde. Sie zeigen die Zugehörigkeit in Art und Stellung zum Familienzweig. In England ist die Belegung des Turnierkragens mit gemeinen Figuren zur weiteren Unterscheidung/Wappenbesserung verbreitet. Für die Differenzierung der einzelnen Familienlinien werden kleine gleichartige Figuren (Herzen, Rauten, kleine Schragen) im Schild platziert. Sie werden in diesem Fall als Beizeichen gewertet.
Das Charakteristische des Beizeichens ist, dass der Wegfall desselben das Wappen nicht ändert, sondern vielmehr die ursprüngliche Gestalt wiederherstellt. Tritt die betreffende Figur selbständig auf (wie z. B. nicht selten der Turnierkragen), so ist sie kein Beizeichen, sondern Hauptbild. Man hat auch sphragistische Beizeichen, welche den Zweck haben, zwei dem Bild und der Größe nach ähnliche Siegeltypen durch ein in die Augen fallendes Merkmal unterscheiden zu können.

## Nationales

### Deutschland
In Deutschland wurden die Beizeichen in sehr vielfältiger Art geschaffen, z. B. durch Verminderung des Helmkleinodes oder der Tinktur, durch Vermehrung, Verminderung oder Stümmelung der Figuren. Die wichtigsten figürlichen Beizeichen, die als solche auch in Deutschland vorkommen, sind z. B.:
|  | Turnierkragen        | Erster Sohn   | Der Turnierkragen wird auch als Bank, Steg, Rechen oder Brücke bezeichnet. Generell wird er verwendet, wenn der älteste Sohn sein Wappen von dem seines Vaters differenzieren will (Wappenbrecher). |
|  | liegender Mond       | Zweiter Sohn  | |
|  | Stern                | Dritter Sohn  | Der fünfzackige Stern war ursprünglich ein Spornrädchen und wird in Frankreich oft mit sechs Zacken dargestellt.                                                                                    |
|  | Merlette             | Vierter Sohn  | Die Merlette ist ein heraldisch gestutzter kleiner, entenartiger Vogel ohne Schnabel und Füße. |
|  | Ring-Annulet         | Fünfter Sohn  | |
|  | Lilie (Fleur-de-lis) | Sechster Sohn | |
|  | Rose                 | Siebter Sohn  | |
|  | Kreuz                | Achter Sohn   | |

Für weibliche Nachkommen gibt es in der deutschen Heraldik keine Beizeichen.

#### Schottland

Beispiel für das Schottische System

### Commonwealth of Nations

#### Kanada

Beizeichen des kanadischen Systems

siehe Abbildung rechts

#### Britische Königsfamilie
|                            |                                      |                                         |                                           |                                    |                             |
| Wappen des Königs          | Wappen des Prince of Wales           | Wappen von Catherine, Princess of Wales | Wappen von Harry, Duke of Sussex          | Wappen von Andrew, Duke of York    | Wappen von Beatrice of York |
|                            |                                      |                                         |                                           |                                    |                             |
| Wappen von Eugenie of York | Wappen von Edward, Duke of Edinburgh | Wappen von Anne, Princess Royal         | Wappen von Richard, 2. Duke of Gloucester | Wappen von Edward, 2. Duke of Kent | Wappen von Michael of Kent  |

### Frankreich

#### Französische Königsfamilie
| Die Fleur-de-Lys     | geviert                           | mit Kragen                    | gebordet                    | gebordet                    | mit Bruch                  | mit Bruch                  | mit Bruch                     |
|                      |                                   |                               |                             |                             |                            |                            |                               |
| Wappen des Monarchen | Wappen des Dauphin von Frankreich | Wappen des Herzog von Orléans | Wappen des Herzog von Anjou | Wappen des Herzog von Berry | Wappen des Fürst von Condé | Wappen des Fürst von Conti | Wappen des Herzog von Vendôme |

### Bulgarien

Großes Wappen Alexanders von Bulgarien

Fürst Alexander von Bulgarien führte als Sohn des Prinzen Alexander von Hessen-Darmstadt aus nicht ebenbürtiger Ehe (Haus Battenberg) den hessischen Löwen mit dem Turnierkragen in den battenbergischen Farben als Beizeichen.

### Italien

#### Haus Savoyen
|                      |                                            |                              |                              |                                 |
| Wappen des Monarchen | Wappen des Fürsten von Piemont (Kronprinz) | Wappen des Herzogs von Genua | Wappen des Herzogs von Aosta | Wappen des Fürsten von Carignan |

### Portugal

#### Portugiesische Königsfamilie
|                      |                        |                                                              |                            |                             |                             |
| Wappen des Monarchen | Wappen des Kronprinzen | Wappen des Fürsten von Beira (Ältester Sohn des Kronprinzen) | Wappen des Ersten Infanten | Wappen des Zweiten Infanten | Wappen des Dritten Infanten |

### Spanien
Die genealogischen Beizeichen:
| –           | Turnierkragen | Mond         | Stern        | Merlette     | Ring          | Lilie        |
|             |               |              |              |              |               |              |
| Erster Sohn | Zweiter Sohn  | Dritter Sohn | Vierter Sohn | Fünfter Sohn | Sechster Sohn | Siebter Sohn |

#### Spanische Königsfamilie
|                      |                                 |
| Wappen des Monarchen | Wappen des Fürsten von Asturien |